# Christian Sterzing
Christian Sterzing (* 30. April 1949 in Krefeld) ist ein deutscher Rechtsanwalt und Politiker (Bündnis 90/Die Grünen).

## Biografie
Christian Sterzing legte nach dem Schulbesuch 1968 in Bremen seine Abiturprüfung ab. Er schloss von 1968 bis 1973 ein Studium der Philosophie und Rechtswissenschaften in Hamburg an. Von 1973 bis 1975 leistete er als Kriegsdienstverweigerer einen Friedensdienst bei der Aktion Sühnezeichen/Friedensdienste in Israel ab. Anschließend studierte er noch Sozialpädagogik in Berlin, Mainz und Frankfurt/Main von 1975 bis 1981.
Von 1977 bis 2010 war er Vorstandsmitglied im Deutsch-Israelischen Arbeitskreis für Frieden im Nahen Osten (diAk) sowie Redakteur der Zeitschrift "israel & palästina".

## Berufspolitik
Für die Fraktion DIE GRÜNEN im Europäischen Parlament war er von 1989 bis 1994 als Mitarbeiter tätig. Von 1992 bis 1994 war er Vorstandssprecher des Landesverbandes der Grünen Rheinland-Pfalz. In den Deutschen Bundestag wurde er 1994 gewählt und gehörte dem Parlament bis 2002 an.
Nach seinem Ausscheiden aus dem Bundestag leitete er von 2004 bis 2009 das Büro der Heinrich-Böll-Stiftung in Ramallah.

## Publikationen
- Palästina und die Palästinenser: 60 Jahre nach der Nakba 376 Seiten, Berlin November 2011, Heinrich-Böll-Stiftung und Christian Sterzing
- Böhme, Jörn/Christian Sterzing (Hg.): Kleine Geschichte des israelisch-palästinensischen Konfliktes. Schwalbach 2012. (Neuauflage eines Buches von 1997)